# JibJab
JibJab is een website met vooral komische animaties en parodieën. Deze flash animaties en sketches gaan vooral over politiek en grote gebeurtenissen. JibJab is opgericht door Gregg en Evan Spiridellis. Deze twee Amerikaanse broers, die zichzelf The JibJab Brothers noemen, zijn nog steeds actief bezig met JibJab. Ook verwijzen ze vaak naar zichzelf als Grevan Spiridellis, een samentrekking van de namen Gregg en Evan.
Hun echte succes kwam in 2004 met This land, een grappig filmpje over de Amerikaanse presidentsverkiezingen van 2004, op de muziek van This land is your land van Woody Guthrie.

## Voor de verkiezingen van 2004
JibJab is opgericht in 1999 in de garage van de broers. Hun site was toen nog nauwelijks bekend. De broers maakten al wel animaties voor o.a. Sony en Kraft Foods.

## Tijdens de verkiezingenscampagne in 2004

### This land (Dit land)
Tijdens de presidentsverkiezingen van 2004 verscheen er een hilarische animatie/parodie over George W. Bush en John Kerry, de twee rivalen die toen streden om het presidentschap. De animatie geeft een karikatuur van die twee, en het filmpje haalt heel veel gebeurtenissen aan, onder meer de affaire van Bill Clinton met zijn stagiaire alsmede het gouverneurschap van Arnold Schwarzenegger.
Het filmpje is op vele nationale en internationale televisiezenders uitgezonden, waardoor JibJab bekend is geworden. This land is door de NASA (in het internationaal ruimtestation ISS) vertoond. In Nederland heeft de NOS het filmpje aan de vooravond van de verkiezingen uitgezonden. "This land" is gemaakt op de melodie van This land is your land door Woody Guthrie.

### Good to be inD.C.(Het is goed om inD.C.te zijn)
Good to be in D.C. werd gemaakt vanwege het grote succes van This land. Hierin werd John Kerry als hippie afgeschilderd en George W. Bush als `domme´ Texaan. De muziek is gemaakt op de melodie van Dixie, wat door Daniel Decatur "Dan" Emmett geschreven is.

### Second Term (Tweede termijn)
Voor de inauguratie van George W. Bush in januari 2005 verscheen nog een derde en laatste animatie: Second Term. Deze ging over wat Bush nog zou willen bereiken in de komende ambtstermijn. Het nummer is gemaakt op de muziek van She'll Be Coming Round the Mountain (negentiende-eeuws Amerikaans volksliedje, in 1927 verschenen in The American Songbag van Carl Sandburg).

## Na de verkiezingen van 2004
Na de Amerikaanse presidentsverkiezingen van 2004 verschenen nog veel meer animaties en filmpjes:
Animaties
- Santa Claus!
- Matzah!
- Big Box Mart
- "2-0-5"
- Do I Creep You Out
- Star Spangled Banner
- What We Call the News
- Uncle Globey & Friends
- In 2007
- Deck The Halls
- Nuckin' Futs! - Best of 2006!
- Farting Elves: 12 Days of Christmas

Filmpjes
- Shawshank in a Minute Info
- Tall Cop Short Cop
- So You Want to be a Cop
- Small World
- Tom & Tina
- Loose Cannon

## De verkiezingen van 2008
Er is één filmpje over de presidentsverkiezingen van 2008 verschenen: Time for some campaigninˈ (Tijd om wat campagne te gaan voer'n). Op 15 juli 2008 werd dit nummer — voor de eerste keer — vertoond in de The Tonight Show van Jay Leno. De muziek is op de melodie van The times they are a-changinˈ van Bob Dylan.